# 陶奭齡
陶奭齡（1571年—1640年），字君奭，又字公望，號石梁，又號小柴桑老，浙江會稽（今紹興）陶堰人。明朝政治人物。与兄陶望龄并称“二陶”。

## 生平
南京礼部尚书陶承学之子。生於隆慶五年（1571年），陶望齡之弟，王陽明之三傳弟子。
万历三十一年（1603年），陶奭齡中舉人，授建德吴宁學教谕，陞肇庆府推官，晋济宁州知州，与其兄讲学白马山。世称“二陶”。
崇禎四年陶奭齡與其兄成立「證人社」，与刘宗周同主事。其學術雜以禪學，宣扬因果报应，去王守仁日遠。生平有「五不問，五不答」，“一不問朝政，二不問生計，三不問世間閒泛事，四不問他家是非長短，五不問生平親知”。周海門曾說：“吾老矣！郡城陶石梁、劉念臺，今之學者也，其相與發明之。”崇禎十二年（1640年）卒，劉宗周為他寫祭文。